# Cementerio de Bródno
El cementerio de Bródno (en polaco: Cmentarz Bródnowski) es un antiguo cementerio situado en el distrito de Targówek, en la parte oriental de Varsovia (Polonia). Con un área de 114 hectáreas y más de 1,2 millones de entierros,  es el cementerio más grande  de Varsovia y uno  de los más grandes de Europa.

## Historia
A finales del siglo XIX, Varsovia experimentó un rápido crecimiento demográfico, y los cementerios existentes no podían hacer frente a la demanda. Como consecuencia de ello, el presidente (alcalde) de Varsovia Sokrates Starynkiewicz ordenó la compra de terreno en Bródno en 1883. El 20 de noviembre de 1884 el cementerio fue consagrado por el arzobispo de Varsovia, Wincenty Teofil Popiel. En enero de 1885, el cementerio se abrió también a los ciudadanos de la parte de Varsovia situada en la margen izquierda. Abrió completamente el 14 de junio de 1887. El cementerio de Bródno fue principalmente un lugar de sepultura de los estratos humildes de la sociedad varsoviana, en contraste con el cementerio de Powązki, que tenía fama de ser un cementerio para ricos.
El cementerio fue ampliado en varias ocasiones, siendo la más reciente la de 1934, cuando aumentó su extensión a las 114 hectáreas actuales. En el período de entreguerras, dejó de ser un cementerio para pobres, ya que familias de estratos más adinerados empezaron a enterrar allí a sus parientes. La parte nororiental del cementerio fue asignada a personas de otras religiones y sin religión. Durante la Segunda Guerra Mundial, diversas organizaciones de la resistencia polaca utilizaron el cementerio como arsenal, mientras que los huidos de la Gestapo lo emplearon como escondite.

## Iglesia

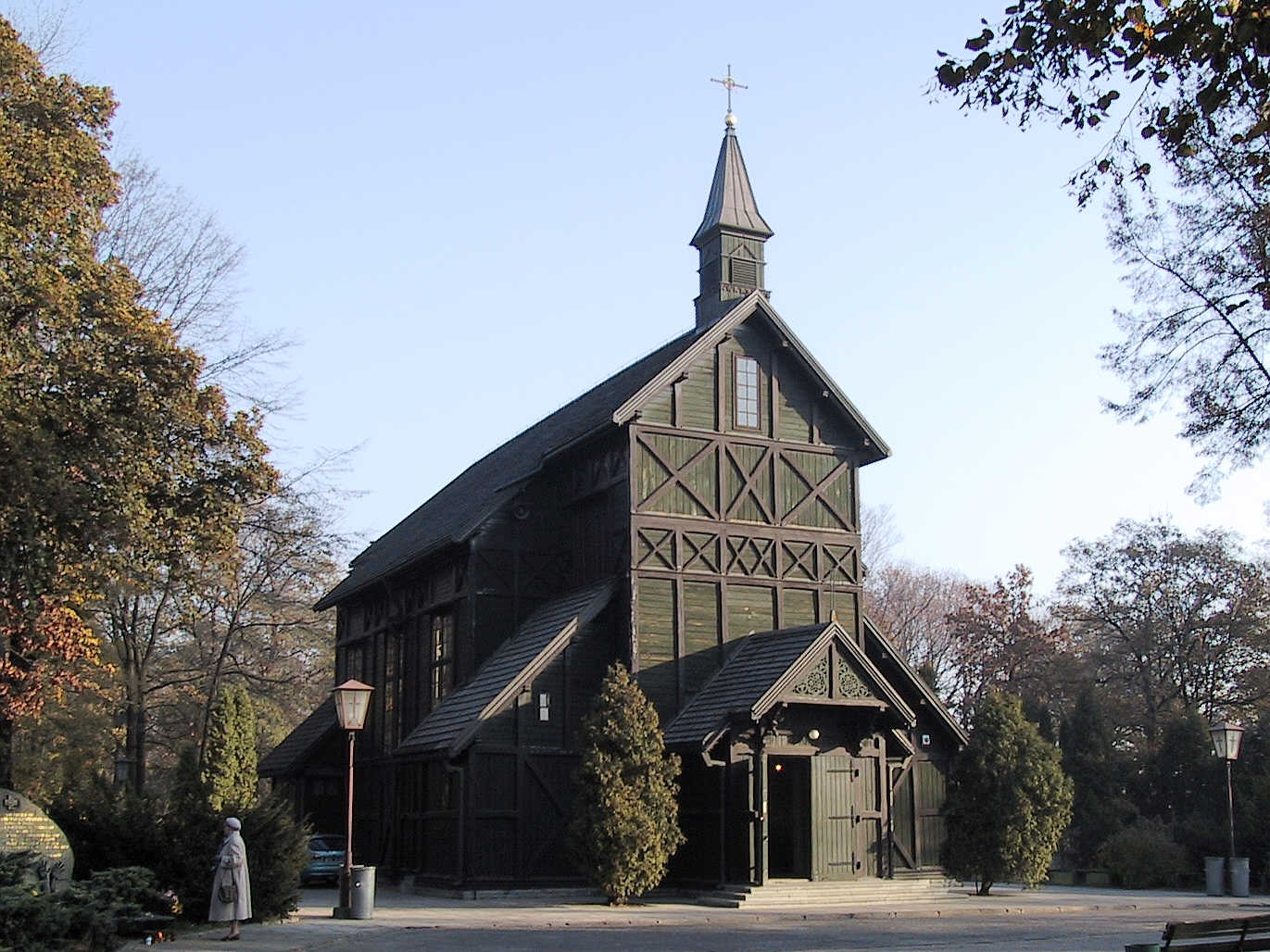
Iglesia de madera de San Vicente de Paúl

Ya en 1887, las autoridades municipales planearon la construcción de una capilla en el cementerio. Al poco tiempo, se erigió una pequeña iglesia de madera, que fue consagrada el 28 de octubre de 1888 como la Iglesia de San Vicente de Paúl, en honor al patrón de los pobres. La iglesia, un edificio sencillo de una nave, fue diseñada por el arquitecto Edward Cichocki y construida con madera de pino que había sido utilizada anteriormente para los andamiajes de la restauración de la Columna de Segismundo. Hasta 1952, la iglesia no era más que una capilla de cementerio. Sin embargo, ese año se construyó una nueva parroquia en Bródno, lo que significaba que hacía falta una iglesia más grande. Al final de la década, se emprendió la construcción de una nueva iglesia, diseñada por Stanisław Marzyński, en el cementerio. El nuevo edificio fue consagrado en honor a la Virgen de Częstochowa el 24 de agosto de 1960 por el obispo Wacław Majewski. Fue ampliado de forma gradual a principios de los años 1980 y de nuevo consagrado por el primado de Polonia Józef Glemp el 22 de septiembre de 1984.

## Entierros
En el cementerio de Bródno están enterrados, entre otros, el político y el estadista Roman Dmowski, el arzobispo Aleksander Kakowski, el cantante Mieczysław Fogg, el futbolista Edmund Zientara, el boxeador Antoni Kolczyński, el obispo Stanisław Kędziora y el político Paweł Wypych.

## Galería

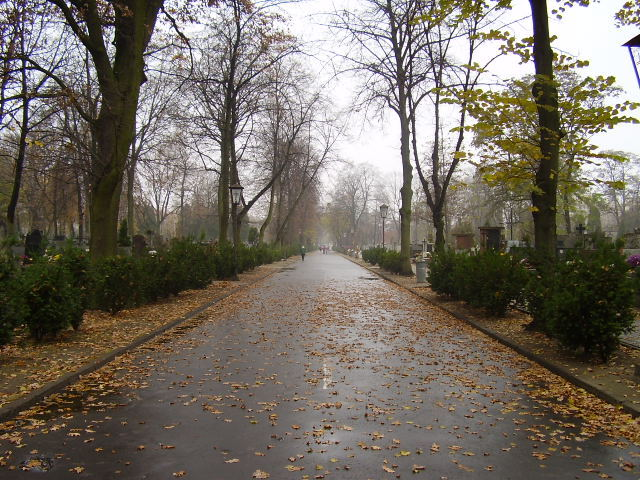
Sendero principal
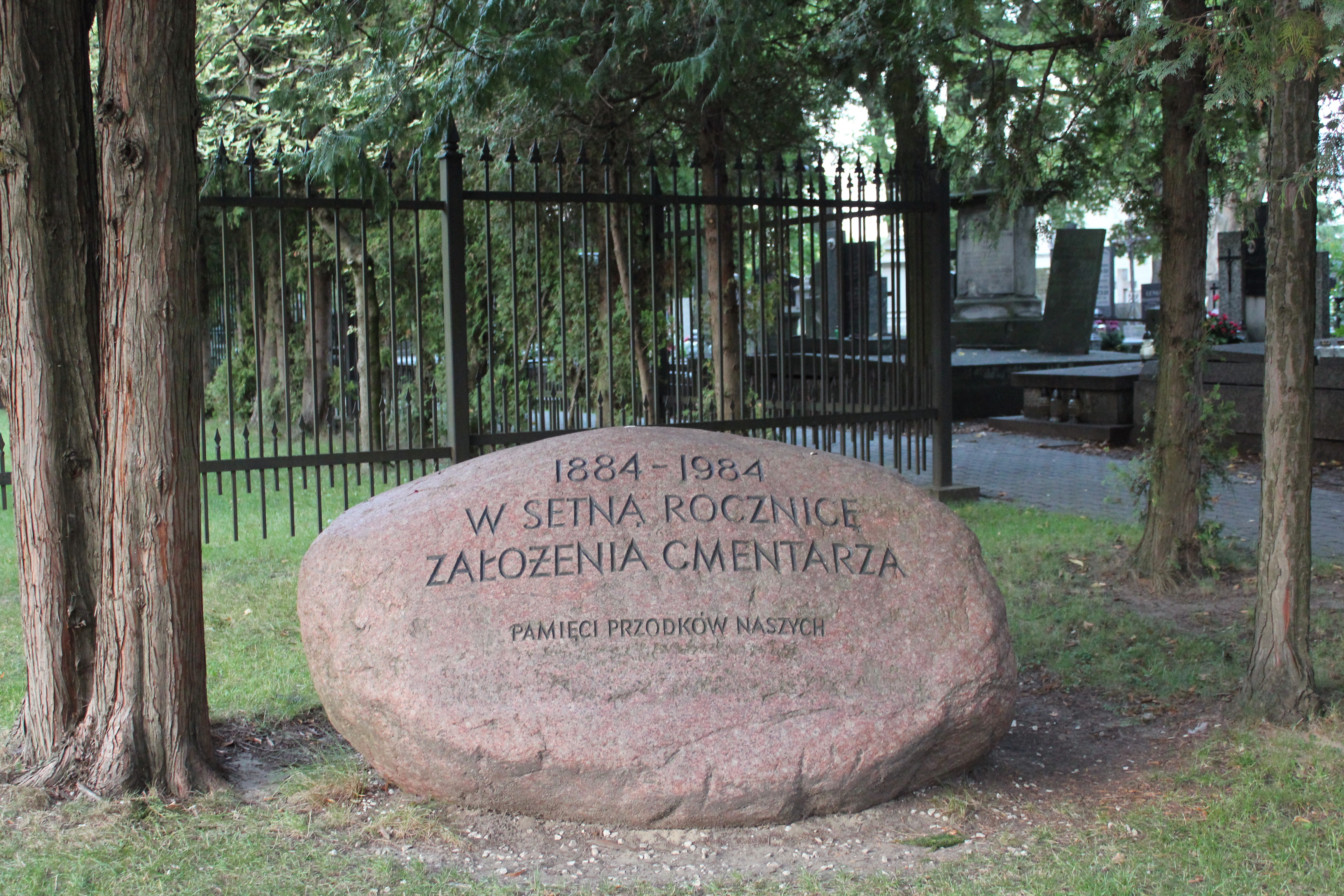
El monumento conmemorativo del centenario del cementerio
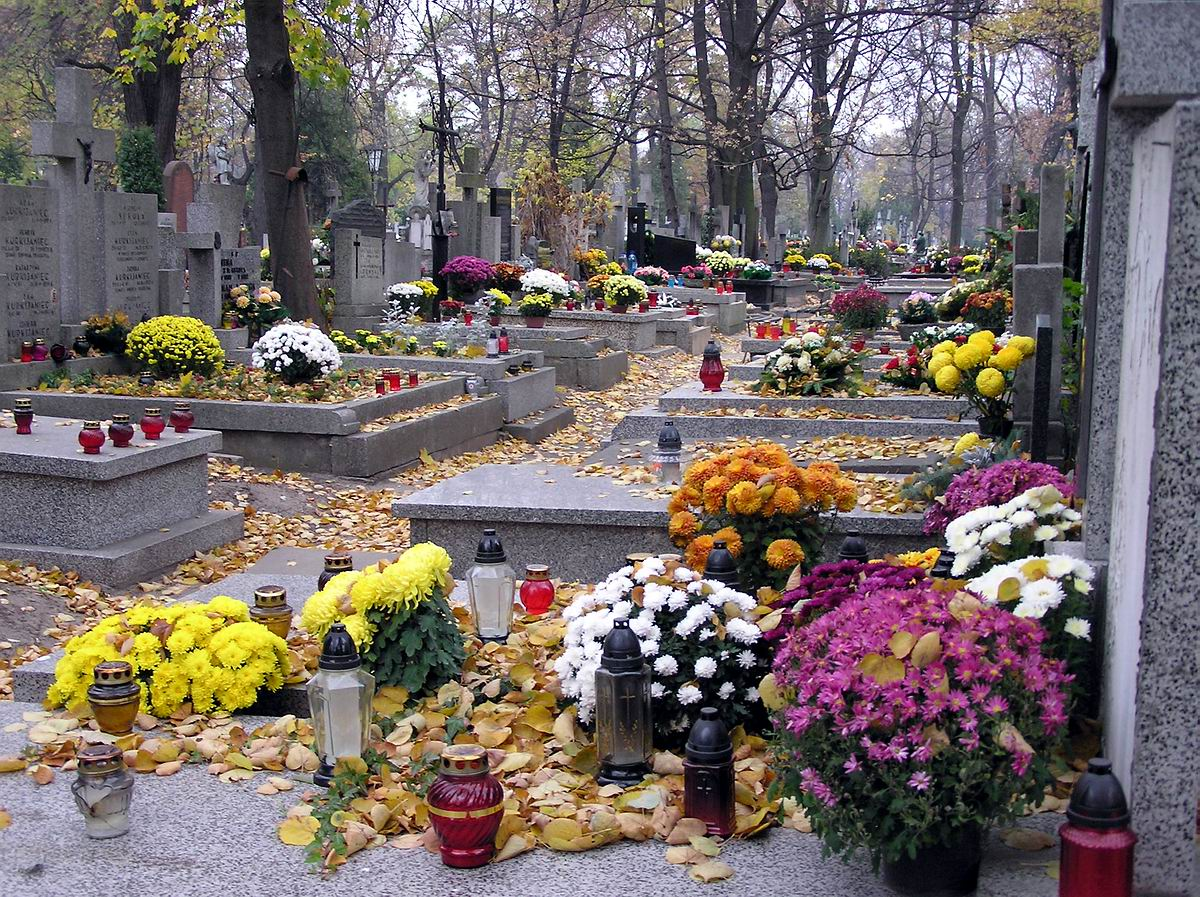
Cementerio el Día de Todos los Santos
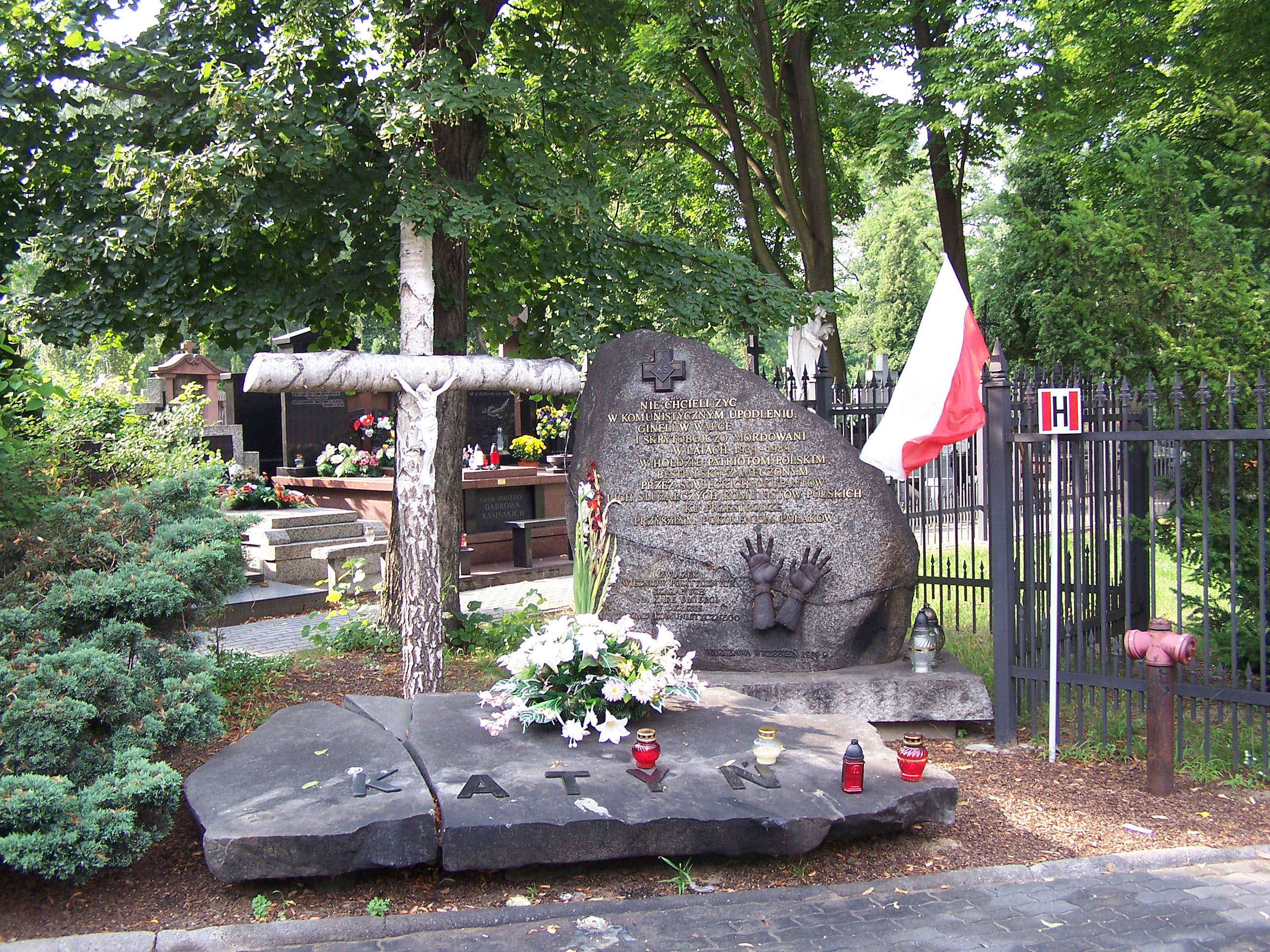
Homenaje a la masacre de Katyń
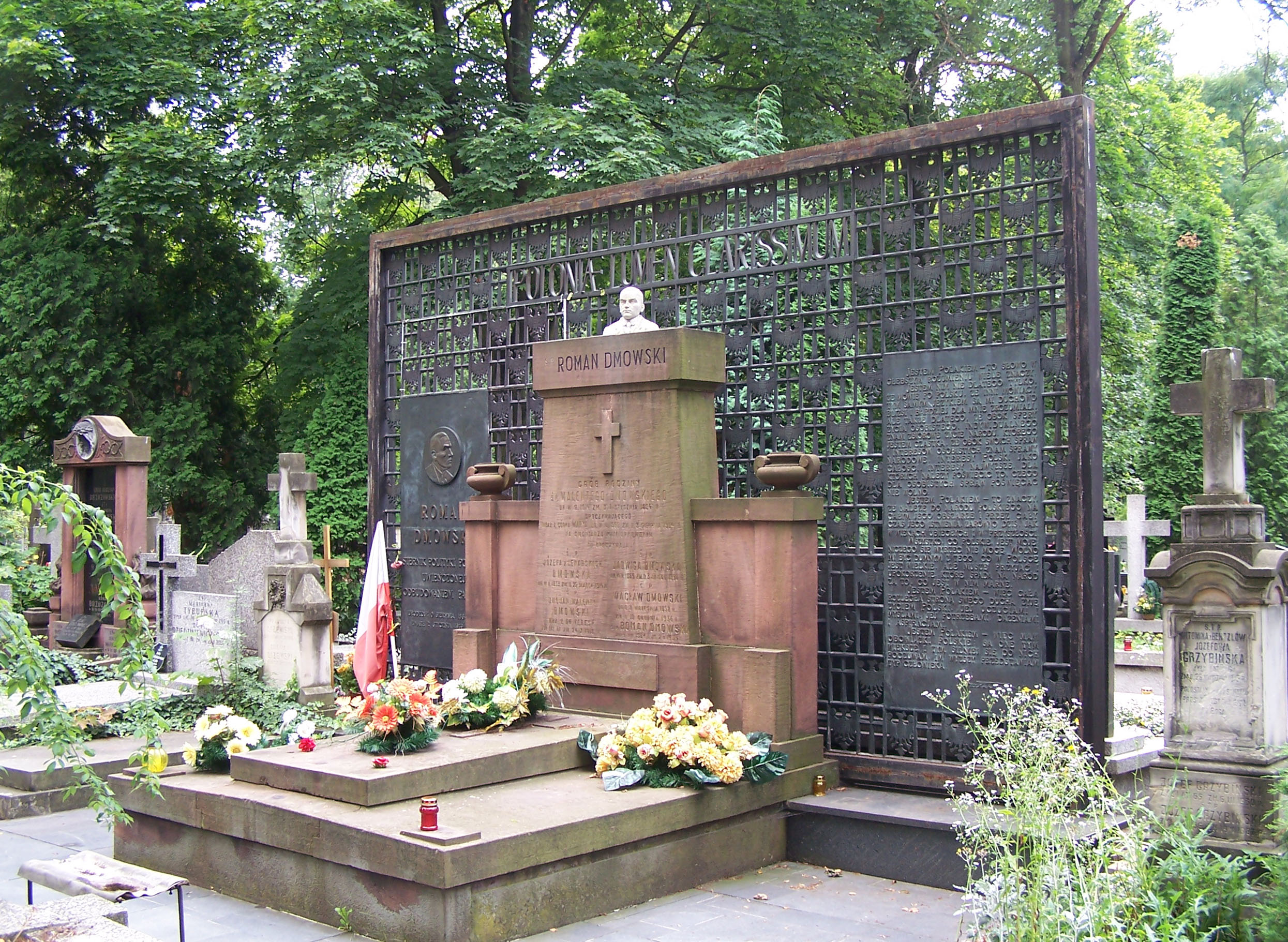
Tumba de Roman Dmowski